# Universidad Internacional de Andalucía
La Universidad Internacional de Andalucía (UNIA) es una universidad pública de Andalucía, España fundada en 1994 con vocación complementaria al resto de universidades del sistema andaluz, ofreciendo enseñanza de posgrado, máster, doctorado y formación especializada. Cuenta con sedes permanentes en cuatro provincias andaluzas:  Huelva, Jaén, Málaga y Sevilla.
Es una institución pública creada por Ley de la comunidad autónoma de Andalucía, que nace con el objetivo de contribuir a la creación, desarrollo, transmisión y crítica de la ciencia, de la técnica y de la cultura, mediante la docencia, la investigación coordinada y el intercambio de información científica y tecnológica de interés a nivel internacional e interregional.

## Actividad académica
Las enseñanzas que se imparten en esta universidad son especializadas y de postgrado: programas oficiales de postgrado (POP), doctorados títulos propios —másteres universitarios y cursos de experto universitario—, cursos de actualización y de perfeccionamiento, cursos de verano y todo tipo de actividades científicas y culturales que posibiliten una mejor y más completa formación universitaria. De esta forma, se convierte en un complemento real de la oferta educativa y cultural de las otras universidades andaluzas.[cita requerida]
Como consecuencia de esta gestión académica se ha convertido en la primera institución académica pública de España que ha conseguido el sello de calidad de la gestión académica EFQM 400+.

## Sedes
Para desarrollo de su actividad, la UNIA cuenta con sedes permanentes en cuatro de las provincias andaluzas:[cita requerida]

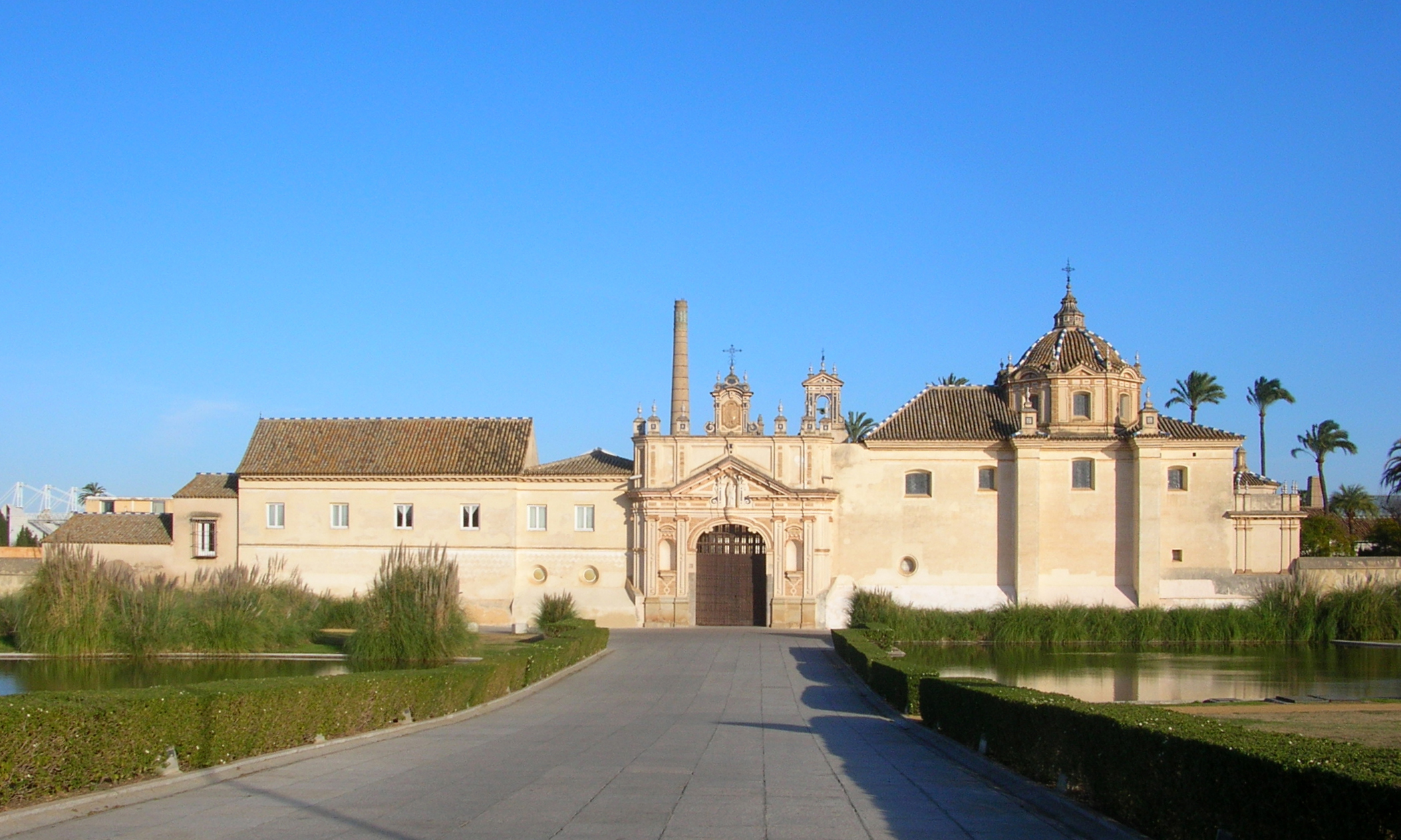
Sede de Sevilla - Rectorado. Monasterio de Santa María de las Cuevas. Isla de la Cartuja (Sevilla)
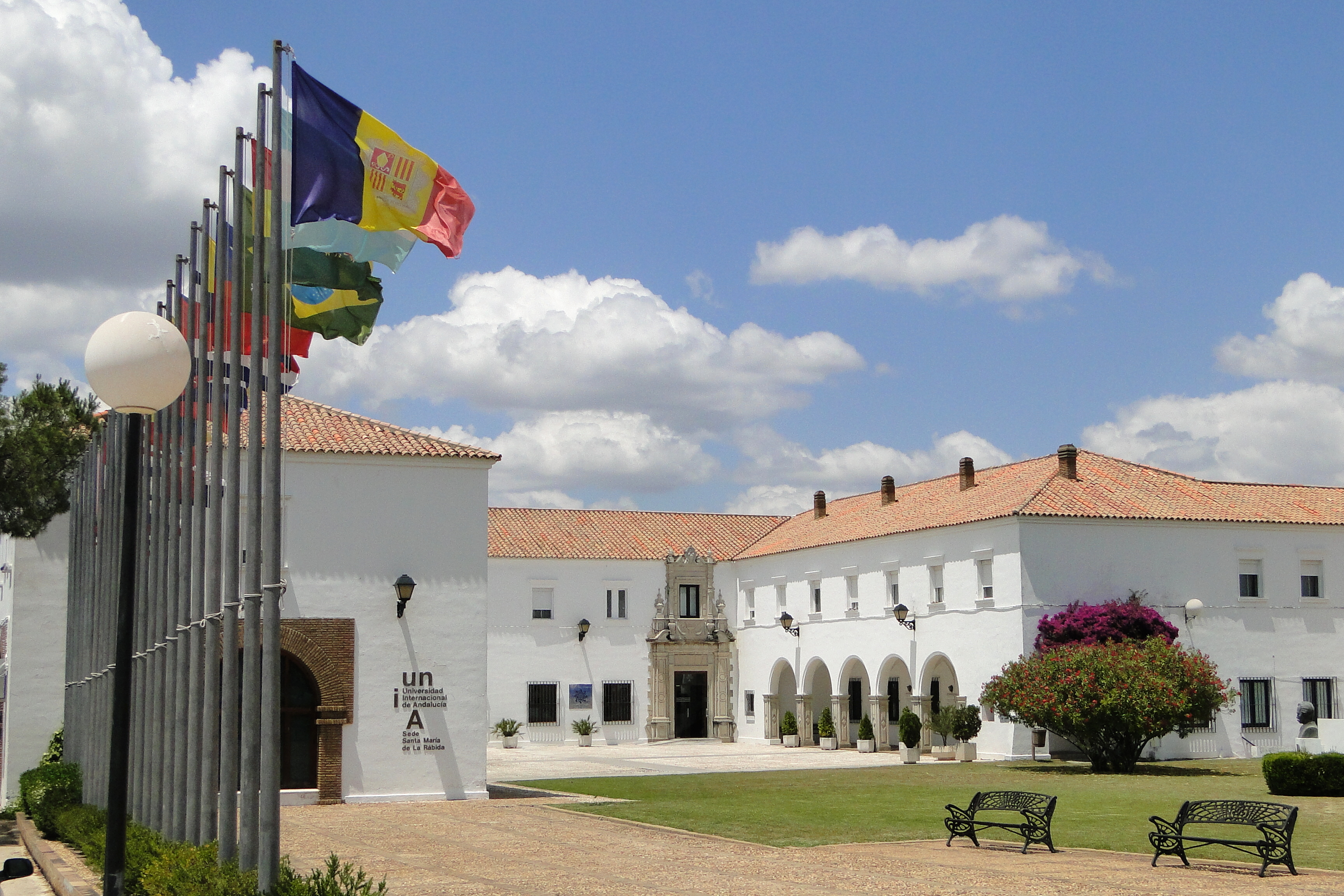
Sede de  Sta. Mª de La Rábida, Palos de la Frontera (Huelva)
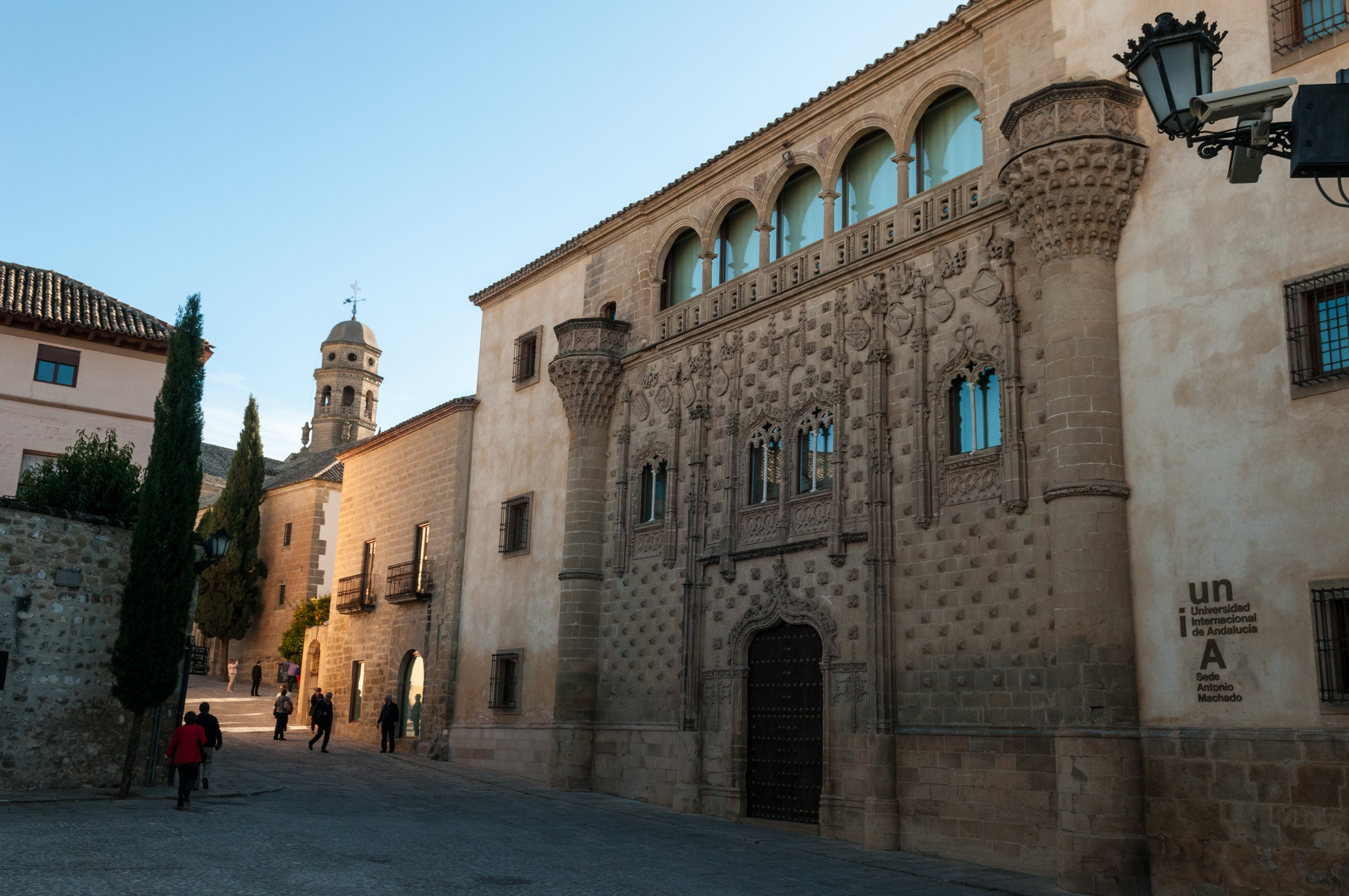
Sede Antonio Machado de Baeza (Jaén)
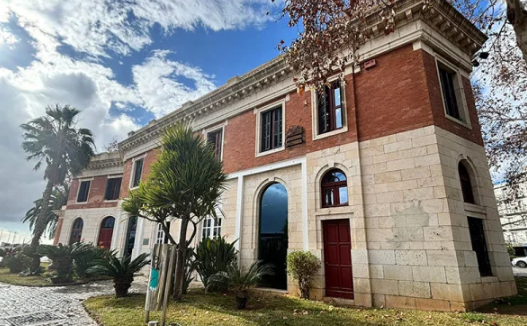
Málaga]])